# Bosrobert
Bosrobert est une commune française située dans le département de l'Eure, en région Normandie.

## Géographie

### Localisation
Bosrobert est une commune du Centre-Ouest du département de l'Eure. Selon l'atlas des paysages de Haute-Normandie, elle appartient à la région naturelle de la campagne du Neubourg. Toutefois, l'Agreste, le service de la statistique et de la prospective du ministère de l'Agriculture, de l'Agroalimentaire et de la Forêt, la classe au sein du Roumois (en tant que région agricole). Le territoire de la commune débute, au sud, au cœur de la vallée du Bec, à l'endroit même où le ruisseau du Bec prend sa source et s'étend, vers le nord, sur le plateau dominant la vallée. Il est essentiellement occupé par des grandes parcelles de culture qui se trouvent cernées, au sud et à l'est, par des espaces boisés. À vol d'oiseau, le bourg est à 4,5 km à l'est de Brionne, à 14 km au nord-ouest du Neubourg, à 18,5 km au nord-est de Bernay, à 36,5 km au nord-ouest d'Évreux et à 34 km au sud-ouest de Rouen.
| Malleville-sur-le-Bec | Malleville-sur-le-Bec, Saint-Éloi-de-Fourques | Saint-Éloi-de-Fourques                         |
| Le Bec-Hellouin       | Bosrobert                                     | Saint-Éloi-de-Fourques, Saint-Paul-de-Fourques |
| Le Bec-Hellouin       | Calleville                                    | La Neuville-du-Bosc                            |

### Hydrographie
La commune est située dans le bassin Seine-Normandie. Elle est drainée par le ruisseau du Bec,.

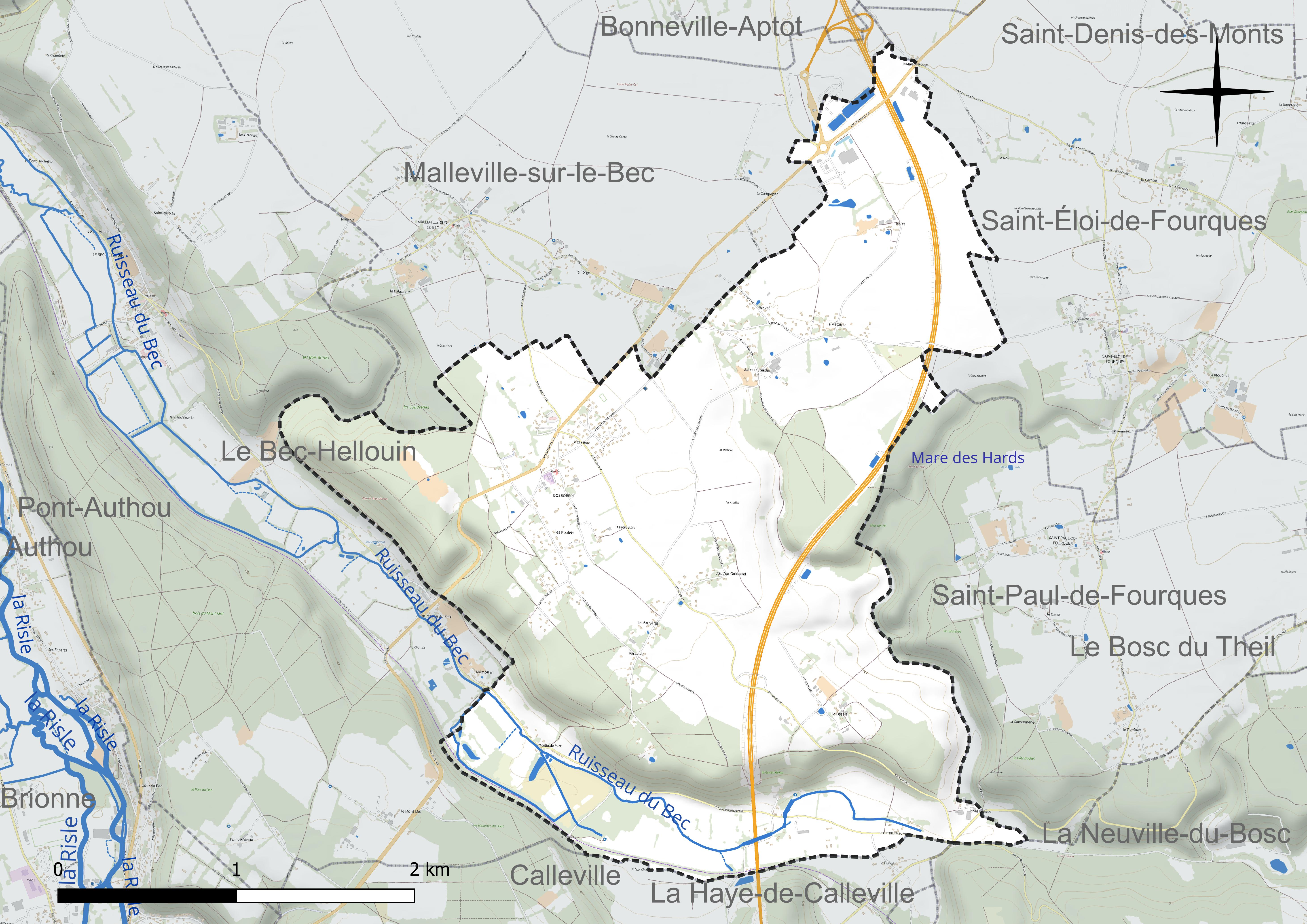
Réseau hydrographique de Bosrobert.

### Climat
Pour des articles plus généraux, voir Climat de la Normandie et Climat de l'Eure.
En 2010, le climat de la commune est de type climat océanique dégradé des plaines du Centre et du Nord, selon une étude du CNRS s'appuyant sur une série de données couvrant la période 1971-2000. En 2020, Météo-France publie une typologie des climats de la France métropolitaine dans laquelle la commune est exposée à un climat océanique et est dans la région climatique  Côtes de la Manche orientale, caractérisée par un faible ensoleillement (1 550 h/an) ; forte humidité de l’air (plus de 20 h/jour avec humidité relative > 80 % en hiver), vents forts fréquents. Parallèlement le GIEC normand, un groupe régional d’experts sur le climat, différencie quant à lui, dans une étude de 2020, trois grands types de climats pour la région Normandie, nuancés à une échelle plus fine par les facteurs géographiques locaux. La commune est, selon ce zonage, exposée à un « climat contrasté des collines », correspondant au Pays d’Auge, Lieuvin et Roumois, moins directement soumis aux flux océaniques et connaissant toutefois des précipitations assez marquées en raison des reliefs collinaires qui favorisent leur formation.
Pour la période 1971-2000, la température annuelle moyenne est de 10,6 °C, avec  une amplitude thermique annuelle de 14,2 °C. Le cumul annuel moyen de précipitations est de 747 mm, avec 12,1 jours de précipitations en janvier et 8,5 jours en juillet. Pour la période 1991-2020, la température moyenne annuelle observée sur la station météorologique la plus proche, située sur la commune de Brionne à 4 km à vol d'oiseau, est de 11,5 °C et le cumul annuel moyen de précipitations est de 791,7 mm,. Pour l'avenir, les paramètres climatiques de la commune estimés pour 2050 selon différents scénarios d’émission de gaz à effet de serre sont consultables sur un site dédié publié par Météo-France en novembre 2022.

## Urbanisme

### Typologie
Au 1er janvier 2024, Bosrobert est catégorisée commune rurale à habitat dispersé, selon la nouvelle grille communale de densité à 7 niveaux définie par l'Insee en 2022.
Elle est située hors unité urbaine et hors attraction des villes,.

### Occupation des sols
L'occupation des sols de la commune, telle qu'elle ressort de la base de données européenne d’occupation biophysique des sols Corine Land Cover (CLC), est marquée par l'importance des territoires agricoles (69,6 % en 2018), en diminution par rapport à 1990 (73,5 %). La répartition détaillée en 2018 est la suivante : 
terres arables (32 %), forêts (26,5 %), prairies (25,1 %), zones agricoles hétérogènes (12,4 %), zones urbanisées (2,7 %), zones industrielles ou commerciales et réseaux de communication (1,3 %). L'évolution de l’occupation des sols de la commune et de ses infrastructures peut être observée sur les différentes représentations cartographiques du territoire : la carte de Cassini (XVIIIe siècle), la carte d'état-major (1820-1866) et les cartes ou photos aériennes de l'IGN pour la période actuelle (1950 à aujourd'hui).

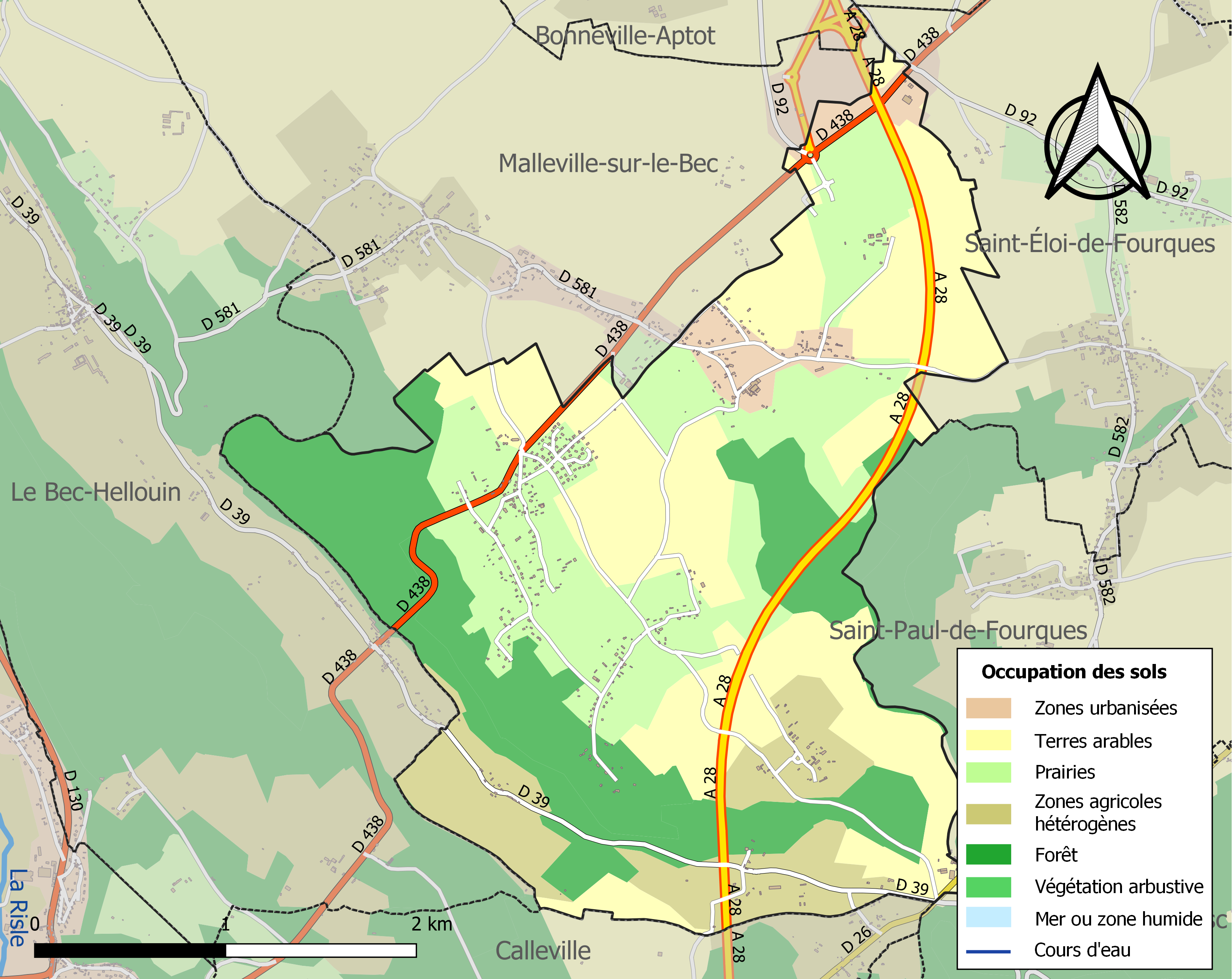
Carte des infrastructures et de l'occupation des sols de la commune en 2018 (CLC).

## Toponymie
Le nom de la localité est attesté sous les formes Bosco Roberti vers 1200 (p. d’Eudes Rigaud), Bosc Robert en 1333 (cartulaire de Beaumont-le-Roger), Bosrobert en Ouche en 1722, Boscrobert en 1793, Le Bosc-Robert  en 1801.
Toponyme composé de Bosc « bois » et de l’anthroponyme Robert.
Bosc, la forme régionale de « bois », n'est pas la seule forme existante en Normandie, encore qu'elle soit de beaucoup la plus fréquente.

## Histoire
Bourg très ancien, l’église fut donnée au XIIe siècle à l'abbaye du Bec en même temps que celle du village de Saint-Taurin-des-Ifs qui fut rattaché à Bosrobert en 1827.

## Politique et administration
| Période                                  | Période  | Identité       | Étiquette | Qualité         |
| ---------------------------------------- | -------- | -------------- | --------- | --------------- |
| mars 2001                                | 2014     | Michel Denys   |           |                 |
| mars 2014                                | En cours | Franck Giffard | DVD       | Agent technique |
| Les données manquantes sont à compléter. |          |                |           |                 |

## Démographie
L'évolution du nombre d'habitants est connue à travers les recensements de la population effectués dans la commune depuis 1793. Pour les communes de moins de 10 000 habitants, une enquête de recensement portant sur toute la population est réalisée tous les cinq ans, les populations de référence des années intermédiaires étant quant à elles estimées par interpolation ou extrapolation. Pour la commune, le premier recensement exhaustif entrant dans le cadre du nouveau dispositif a été réalisé en 2005.

En 2022, la commune comptait 671 habitants, en évolution de +1,98 % par rapport à 2016 (Eure : −0,25 %, France hors Mayotte : +2,11 %).
| 1793 | 1800 | 1806 | 1821 | 1831 | 1836 | 1841 | 1846 | 1851 |
| ---- | ---- | ---- | ---- | ---- | ---- | ---- | ---- | ---- |
| 400  | 398  | 428  | 466  | 550  | 562  | 550  | 512  | 479  |

| 1856 | 1861 | 1866 | 1872 | 1876 | 1881 | 1886 | 1891 | 1896 |
| ---- | ---- | ---- | ---- | ---- | ---- | ---- | ---- | ---- |
| 442  | 435  | 425  | 384  | 363  | 330  | 301  | 299  | 292  |

| 1901 | 1906 | 1911 | 1921 | 1926 | 1931 | 1936 | 1946 | 1954 |
| ---- | ---- | ---- | ---- | ---- | ---- | ---- | ---- | ---- |
| 302  | 267  | 235  | 231  | 243  | 225  | 216  | 236  | 251  |

| 1962 | 1968 | 1975 | 1982 | 1990 | 1999 | 2005 | 2006 | 2010 |
| ---- | ---- | ---- | ---- | ---- | ---- | ---- | ---- | ---- |
| 222  | 212  | 229  | 342  | 354  | 374  | 421  | 426  | 580  |

| 2015 | 2020 | 2022 | - | - | - | - | - | - |
| ---- | ---- | ---- | - | - | - | - | - | - |
| 649  | 668  | 671  | - | - | - | - | - | - |

## Culture locale et patrimoine

### Lieux et monuments
- L'église Saint-Pierre ;
- Le viaduc du Bec[28] a été construit en 2005 pour les besoins de l'autoroute A28.
- Le moulin du Parc ; mentionné dès 1090[29]

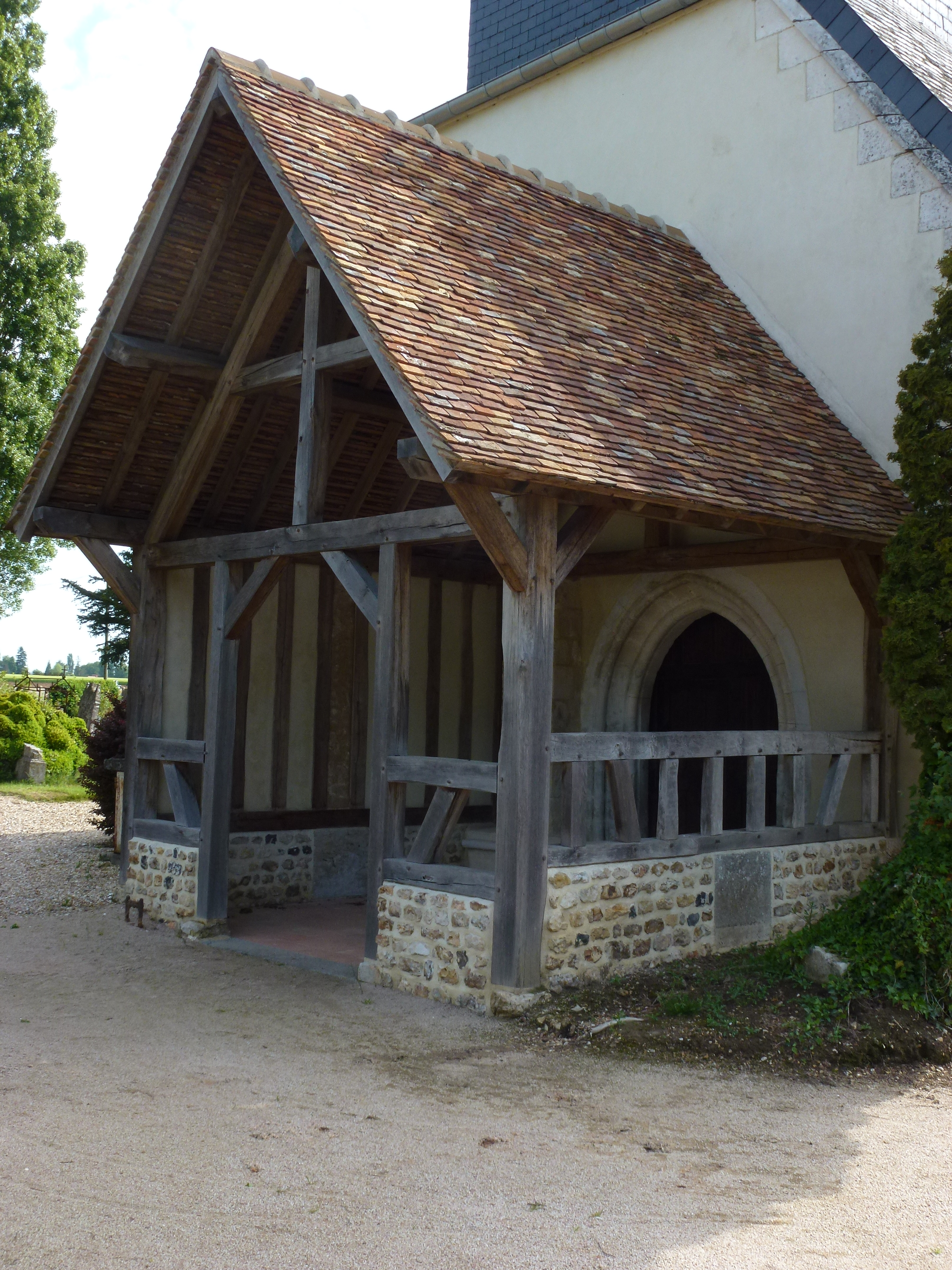
Le porche de l'église.
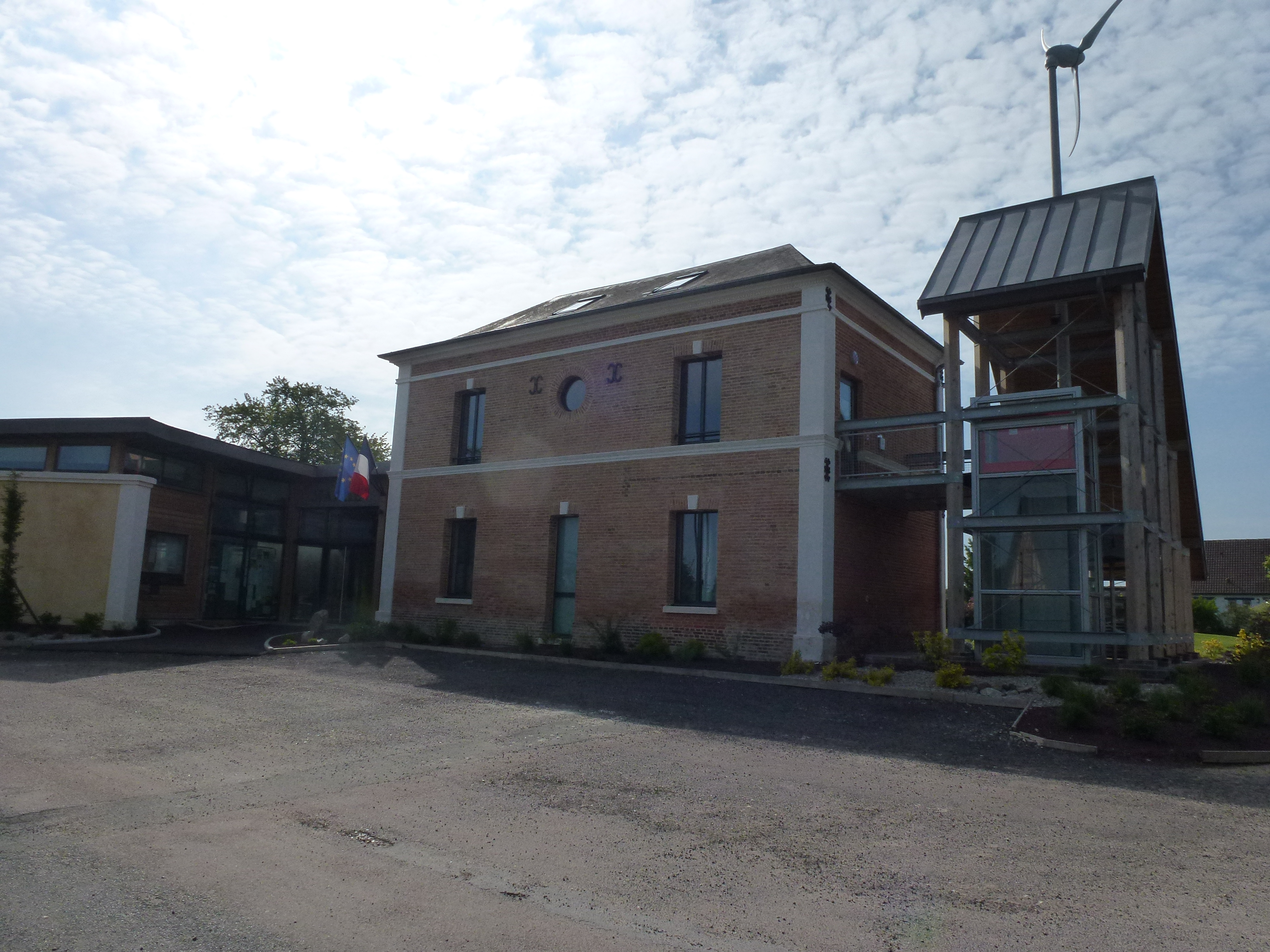
Mairie.
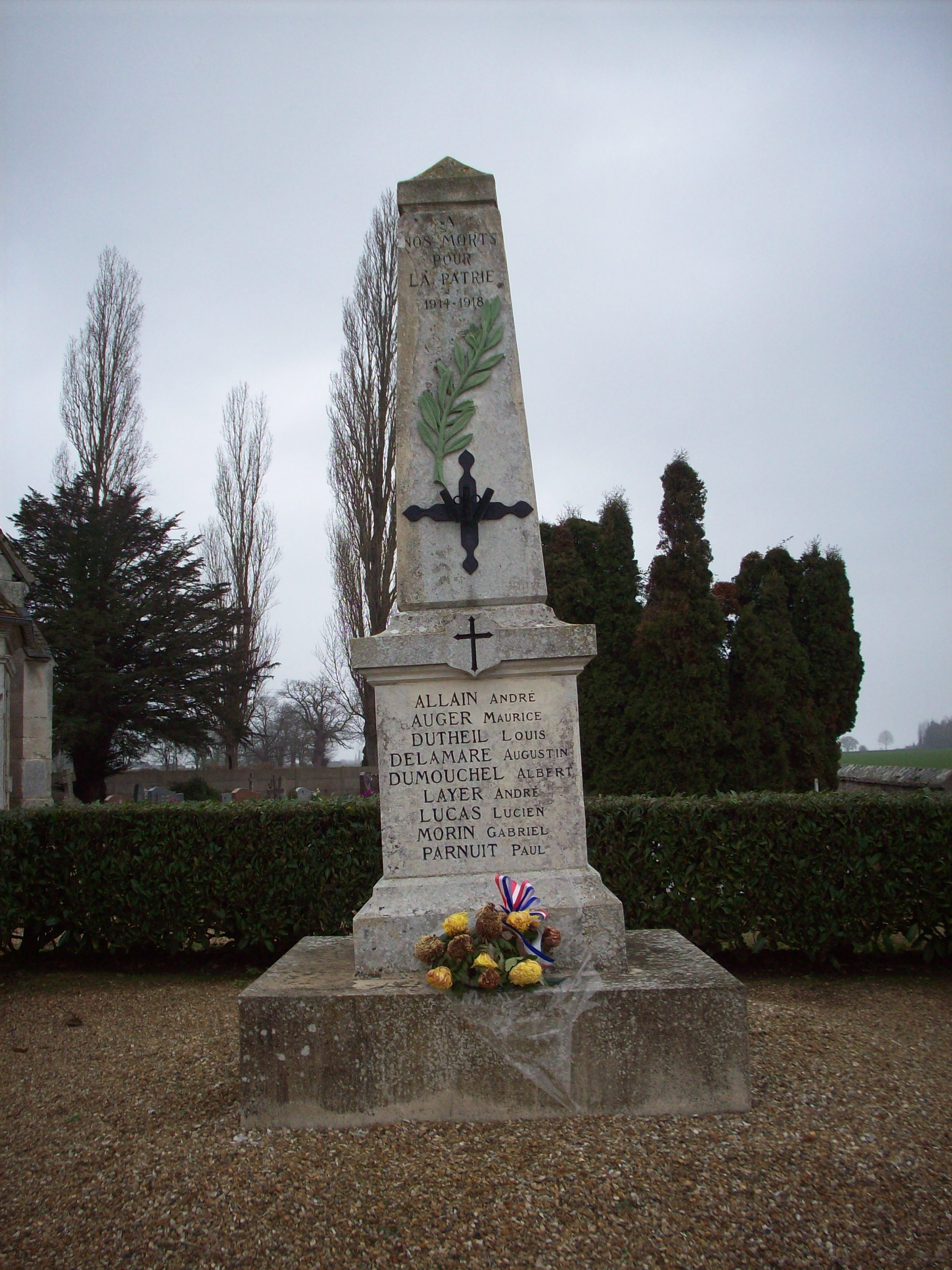
Monument aux morts.

### Patrimoine naturel

#### Natura 2000
- Risle, Guiel, Charentonne[30].

#### ZNIEFF de type 1
- Les prairies et les petits bois de Mémoulin[31].

Cette zone comprend des prairies mésophiles à mésohygrophiles, parcourues de petits ruisseaux et fossés, et quelques haies bocagères. Des agrions de mercure ont élu domicile près du ruisseau du Bec.

#### ZNIEFF de type 2
- La vallée de la Risle de Brionne à Pont-Audemer, la forêt de Montfort[32].

#### Site classé
- La « vallée du Bec, écrin de l'abbaye du Bec-Hellouin »,  Site classé (2024)[33].